# 3202 Graff
A 3202 Graff (ideiglenes jelöléssel A908 AA) egy kisbolygó a Naprendszerben. Max Wolf fedezte fel 1908. január 3-án.